# Miroslav Tyrš

Miroslav Tyrš

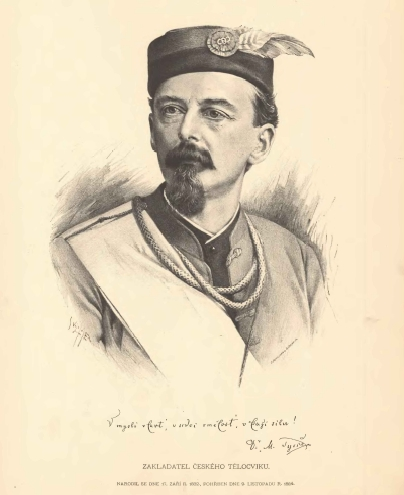
Tyrš in der Sokoluniform, Zeichnung Jan Vilímek

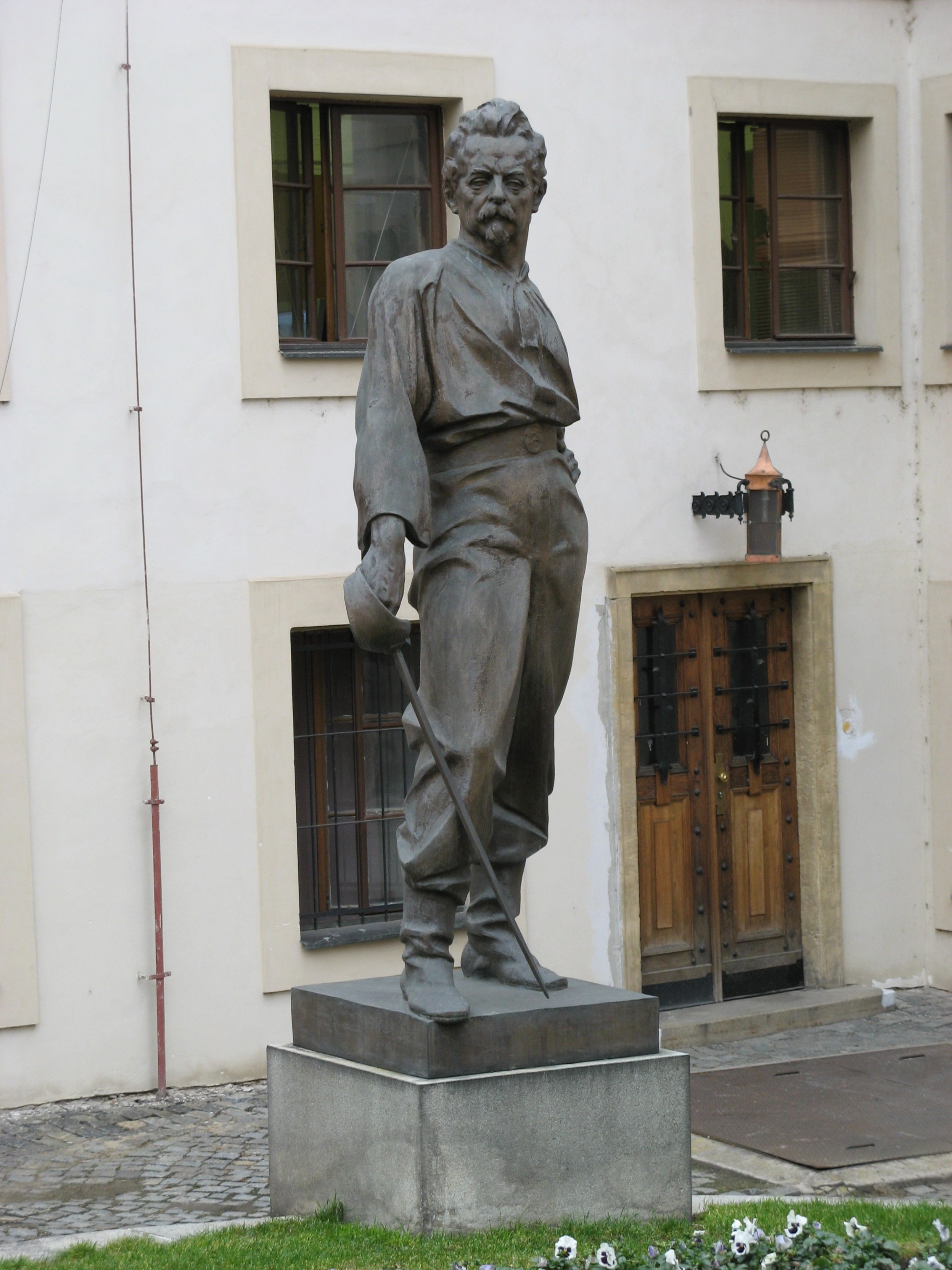
Tyrš-Denkmal in Prag

Miroslav Tyrš, eigentlich Friedrich Tirsch (* 17. September 1832 in Tetschen, Böhmen; † 8. August 1884 bei Oetz, Tirol), war ein böhmischer Kunstkritiker, Kunsthistoriker und Mitbegründer der tschechischen Turnerbewegung Sokol.

## Leben
Tirsch war der Sohn eines deutschen Arztes. Als Kind verlor er beide Eltern und wurde von deutschen Verwandten in Mladá Boleslav aufgezogen. Da er in seiner Kindheit überwiegend tschechische Spielgefährten hatte, beherrschte er neben der deutschen auch die tschechische Sprache. Nach dem Besuch des deutschsprachigen Kleinseitner Gymnasiums in Prag und der philosophischen Fakultät der Karls-Universität, an der er Naturwissenschaften, Philosophie und Ästhetik studierte, promovierte er 1860 zum Doktor der Philosophie. Tirsch wurde in seinem Studium von den Ideen der tschechischen intellektuellen Kreise beeinflusst. Aufgrund seiner Gesundheitsprobleme besuchte Tirsch schon während seines Studiums die private Turnanstalt Malypetrs in Prag, wo er u. a. Kontakte zu Persönlichkeiten des öffentlichen tschechischen Lebens pflegte, die sich um die Erweckung des tschechischen Nationalbewusstseins bemühten. Nach der Beendigung des Studiums war er zunächst Privatlehrer und Turnlehrer in der Turnanstalt Malypetrs. Da seine angestrebte akademische Karriere missglückte, konzentrierte Friedrich Tirsch seine Energie in anderen Betätigungsfeldern. Etwa in dieser Periode begann Tirsch den Namen „Miroslav Tyrš“ zu benutzen.
Tyrš engagierte sich in der tschechischen Nationalbewegung, die ab den 1860er Jahren einen großen Aufschwung verzeichnete. Er bekannte sich zur liberal-demokratischen Strömung der Alttschechen. Gemeinsam mit seinem Freund Jindřich Fügner (Heinrich Fügner), dem Vater seiner späteren Ehefrau, begründete er 1862 die tschechische nationale Turnbewegung Sokol. In seinem Werk Grundlagen der Leibesübungen (Základový tělocvik) schuf er, nach deutschem Vorbild, das tschechische Fachvokabular für das Turnen und formulierte die Grundsätze des Sokol. Er verband in seinen Ideen die Körpererziehung mit dem antiken Ideal der Kalokagathie und dem Kampf für den Fortschritt und die Freiheit des tschechischen Volkes.
Im Jahr 1871 erschien die erste Ausgabe der Zeitschrift Sokol, die von Tyrš herausgegeben wurde. Er veranstaltete öffentliche Auftritte der Turner (slety) und organisierte Exkursionen mit dem Ziel das nationale Bewusstsein der Tschechen zu wecken. Der Sokol hatte von Anfang an bürgerlichen Charakter. Obwohl die Organisation für alle Schichten (nur Tschechen) frei zugänglich war, bildeten sich rasch Gegenorganisationen wie der tschechische Arbeiterturnverein (Dělnická Tělovýchovná Jednota) oder eine katholische Turnorganisation Orel. 1869 wählte man ihn für die Jungtschechen in den böhmischen Landtag und 1873 in den Reichsrat.
Neben der politischen Tätigkeit ist sein Wirken im Gebiet der Ästhetik und der bildenden Kunst hervorzuheben. Er war Ratgeber junger Künstler und allgemein ein großer Freund der bildenden Kunst. Als Literaturkritiker förderte er die tschechische Literatur und brachte sie den potentiellen Lesern näher.
1881 ernannte man ihn zum Dozenten an der Tschechischen Technischen Universität in Prag und ein Jahr später zum außerordentlichen Professor an der Prager Universität, unter der Bedingung, dass er die Mitarbeit im Sokol aufgäbe. Er arbeitete an einem umfangreichen Werk über Die Geschichte der bildenden Kunst (Dějiny výtvarných umění), welches aber nie herausgegeben wurde.
Die künstlerische und politische Tätigkeit entfernte ihn immer mehr vom Sokol. Erst in den siebziger Jahren widmete er sich wieder stärker dem Turnverein. 1882 initiierte er das erste Treffen aller Turnriegen (slet). Die aufopfernde Arbeit schwächte Tyrš, der schwer krank 1884 zur Erholung in das österreichische Dorf Oetz in den Tiroler Alpen fuhr. Von einem Spaziergang am 8. August kehrte er nicht mehr zurück. Seinen Körper fand man einige Tage später in einem Gebirgsfluss.

## Ehrungen
Der 1933 errichtete Nachfolgerbau der Kaiserin-Elisabeth-Brücke in seiner Geburtsstadt wurde nach ihm benannt.